# Waldkater (Wennigsen)

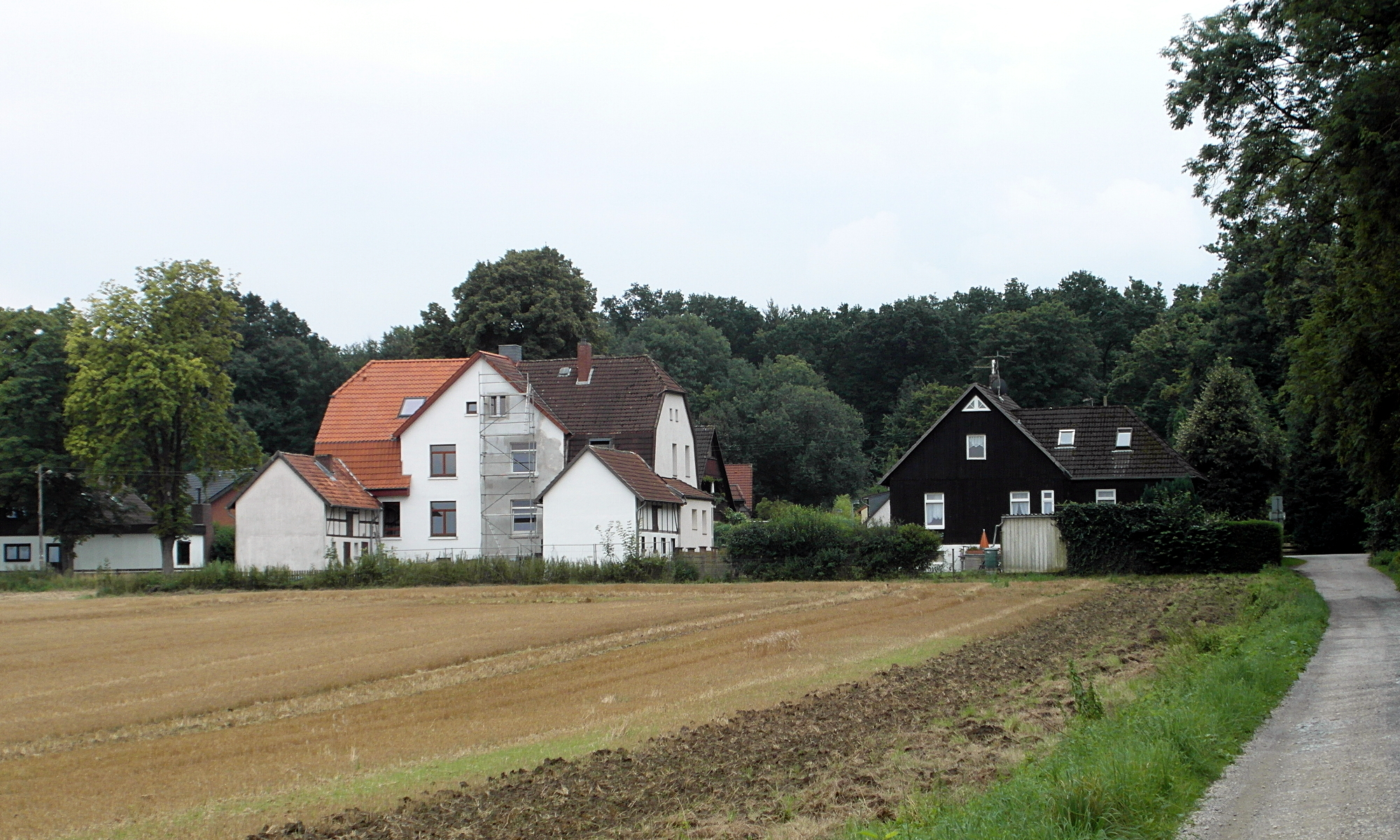
Das ehemalige Hotel Waldkater war eines der ersten Gebäude am Waldkater bei Wennigsen

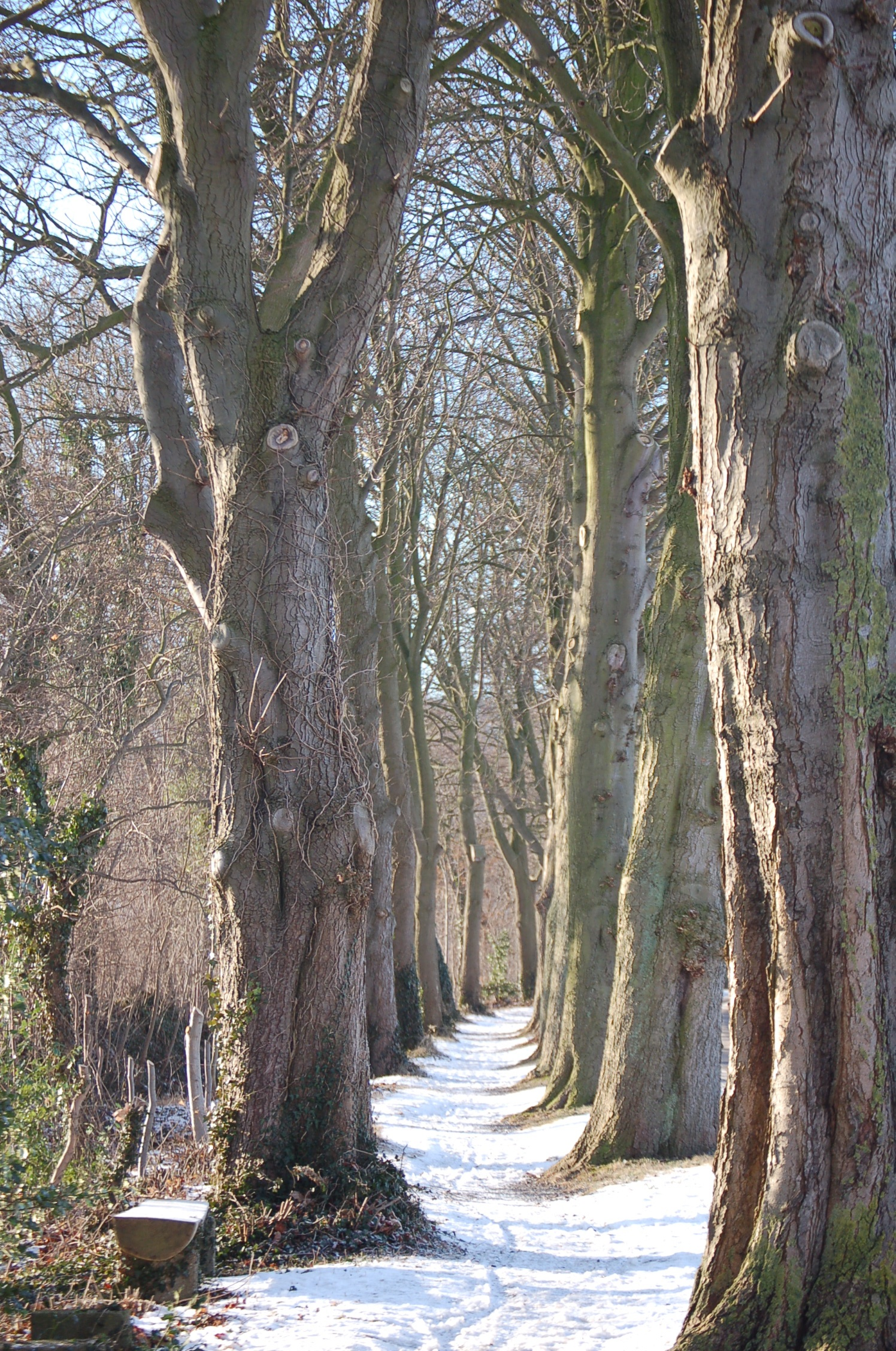
Die rund 1,6 km lange Forstmeister-Bank-Allee (Kastanienallee) zwischen Wennigsen und der Siedlung Waldkater

Der Waldkater ist eine Ortslage des Ortes Wennigsen in der Gemeinde Wennigsen (Deister). Er liegt westlich des Ortes am Rande des Deisters.

## Siedlungsstruktur
Der Waldkater wird durch die Hülsebrinkstraße an Wennigsen angebunden. Er besteht lediglich aus fünf Straßen mit vornehmlich Einfamilienhaus-Bebauung. Eine davon ist die namensgebende Am Waldkater, die unmittelbar am Waldrand liegt. Der östliche Teil des Waldkaters wurde in den 1970er Jahren als hochpreisiger Wohnstandort in bester landschaftlicher Lage am Deister entwickelt. Der westliche und südliche Teil weist Villen auf, die bereits um die Jahrhundertwende gebaut wurden. Ein Teil des Waldkaters liegt auf Erbpachtgrundstücken der Klosterkammer Hannover. Im Dezember 2011 wohnten rund 220 Personen im Waldkater.

## Landschaftsschutz
Der Waldkater ist umschlossen vom Landschaftsschutzgebiet H-23 Norddeister der Region Hannover. Lediglich der Siedlungsbereich ist ausgenommen von der LSG-Verordnung. Als besonders schützenswert herausgestellt wird der Waldkaterbach als einer der Deisterbäche, die aufgrund ihrer Gewässergüte und ihres noch weitgehend natürlichen Verlaufes zu erhalten sind.

## Naturdenkmale
Durch die Nähe zum Wald beheimatet der Waldkater zwei von elf eingetragenen Naturdenkmalen in der Gemeinde:
- Reichseiche: Das Naturdenkmal ND-H 153 der Region Hannover ist ein hoch gewachsenes Solitärgewächs im Waldbereich. Die Stieleiche soll zur Zeit der Reichsgründung im Jahr 1871 ihren Namen erhalten haben.
- Ziegeneiche: Das Naturdenkmal ND-H 8 der Region Hannover ist eine am Waldrand stehende Eiche, die einzigartig aufgrund ihres Stammumfangs und Alters im Calenberger Land ist. Mittlerweile ist ihre Krone jedoch durch Sturmschäden verkleinert.

Bemerkenswert ist zudem die Forstmeister-Bank-Allee. Rund 120 alte Rosskastanien und 42 Ahorne säumen diese etwa 1,6 km lange Allee. Diese wurde im Jahr 1900 von dem damaligen Klosterforstangestellten Forstmeister Fritz Bank angelegt, einem Mitgründer des Verkehrs- und Verschönerungsvereins Wennigsen. In ihrer Mitte steht das Scharnhorstdenkmal. Die Allee führt entlang der Hülsebrinkstraße, an dem Waldparkplatz vorbei bis zum Forstmeister Bank Platz, ein Denkmal zu dessen Ehren. Im oberen Abschnitt durch den Wald des Deisters sind nur noch wenige Kastanien vorhanden. Aufgrund ihres Alters sowie des Befalles mit der Miniermotte wird derzeit über das Fällen und Ersetzen der Bäume diskutiert.

## Naherholung

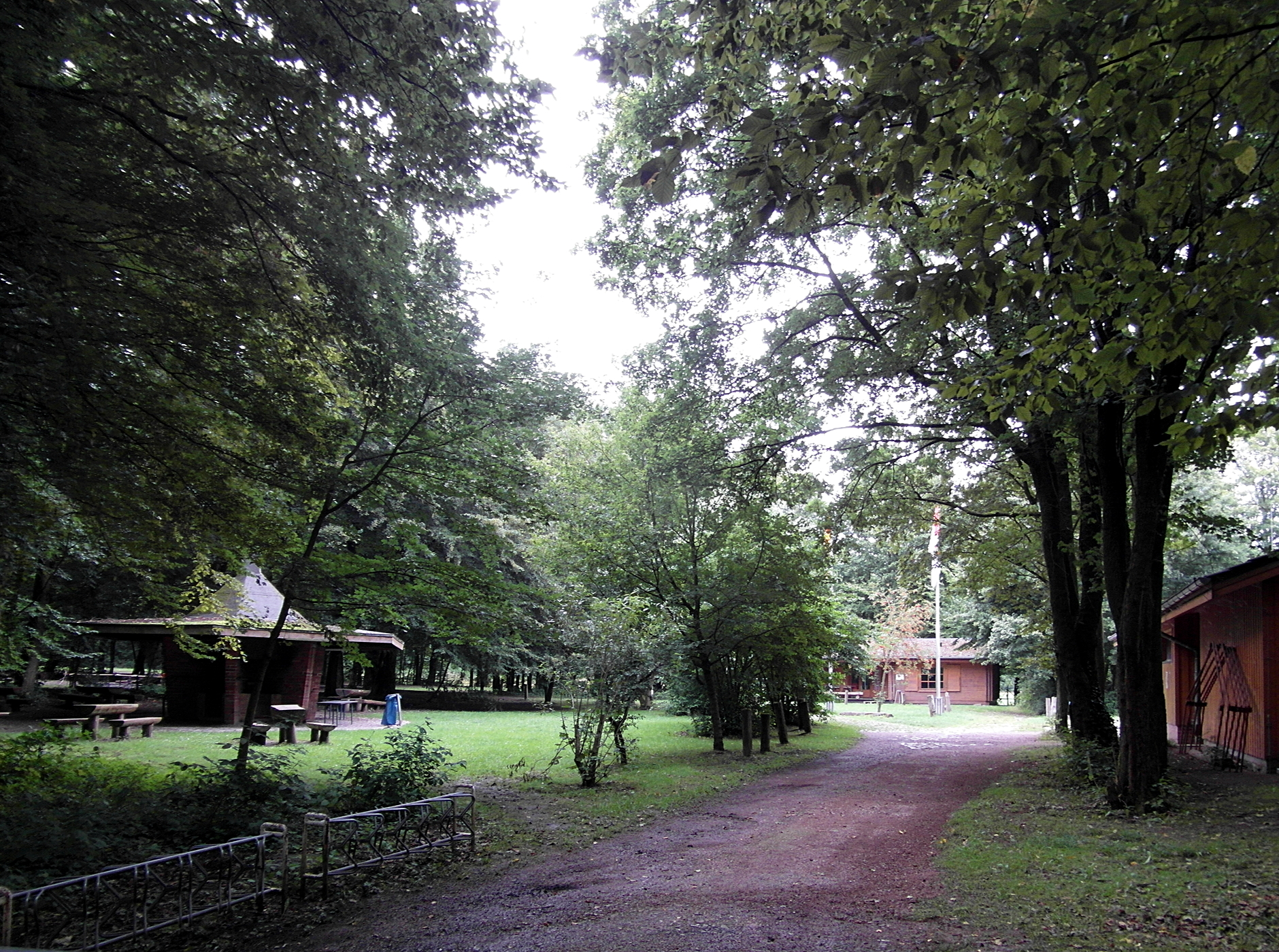
Die Finnhütten an einem ruhigen Tag

Der Waldkater ist ein beliebtes Ausflugsziel im Deister. Ein im Jahr 1906 erbautes Hotel, eine Gaststätte und ein Café bestanden bis nach dem Zweiten Weltkrieg, bevor der Waldkater nach ihrer Schließung zum reinen Wohnort wurde. Noch heute ist er aufgrund seines Wanderparkplatzes, der mit Unterstützung der Region Hannover gebaut wurde, Startpunkt von Wanderungen im Deister. Nördlich des Waldkaters liegen die Finnhütten, ein Ferienlager der Stadt Hannover.